# Bufotes boulengeri
Il rospo smeraldino africano (Bufotes boulengeri (Lataste, 1879)) è un anfibio anuro della famiglia Bufonidae.

## Distribuzione
La specie è presente principalmente nel Nord Africa; la sua presenza in Europa è limitata all'isola di Lampedusa con la sottospecie nominale mentre con la sottospecie B. b. siculus è presente in Sicilia e nelle isole di Ustica, Favignana e Pantelleria.

## Tassonomia
In uno studio del 2019  vengono considerate due sottospecie:
- Bufotes boulengeri boulengeri
- Bufotes boulengeri siculus (precedentemente considerata specie a sé stante Bufotes siculus)